# Lieudieu
Lieudieu település Franciaországban, Isère megyében. Lakosainak száma 347 fő (2022. január 1.). Lieudieu Villeneuve-de-Marc, Châtonnay, Saint-Jean-de-Bournay és Porte-des-Bonnevaux községekkel határos.

## Népesség
A település népességének változása:
| Lakosok száma | 127  | 178  | 181  | 268  | 338  | 341  | 341  | 352  | 351  | 347  |
|               | 1968 | 1982 | 1990 | 2006 | 2013 | 2015 | 2017 | 2019 | 2020 | 2022 |